# Deutsche Brauer-Union
Die Deutsche Brauer-Union wurde am 28. April 1910 in Berlin (Deutsches Kaiserreich) gegründet. Zum Präsidenten der Brauer-Union wurde Rudolf Funke, Generaldirektor der Berliner Schultheiss-Brauerei, gewählt. In seiner Blütezeit hatte die Brauer-Union über 790 Mitglieder aus dem Brauereigewerbe und war damit größer als der Deutsche Brauer-Bund, der zur gleichen Zeit rund 460 Mitglieder auswies. Die Deutsche Brauer-Union setzte sich die Aufgabe, die Auswüchse der Abstinenzbewegung zu bekämpfen.
Die Gründung ging vom Schutzverband der Norddeutschen Brausteuergemeinschaft und verwandter Gewerbe aus, zu deren Aufgaben unter anderem gehörte, gegen die Auswüchse der Abstinenzbewegung zu kämpfen. Hierzu wurde am 26. März 1910 in Berlin eine Versammlung veranstaltet, die auch durch den Breslauer Brauereibesitzer Georg Haase befürwortet wurde, der schon in den Vorjahren versucht hatte, gegen die Abstinenzbewegung vorzugehen. Im Verlauf der Versammlung wurde ein Arbeitsausschuss unter dem Vorsitz von Rudolf Funke ins Leben gerufen. Dieser sandte in der Folgezeit Einladungen an die Unternehmen und Organisationen des Brauereigewerbes, unter anderem an Mälzereien, aus.
Am Gründungstreffen am 28. April 1910 nahmen 68 Delegierte von rund 50 Brauereivereinigungen aus dem gesamten Kaiserreich teil. Zwischen der Brauer-Union und dem Deutschen Brauer-Bund gab es eine enge personelle Verflechtung. Elf der Vorstandsmitglieder der Brauer-Union gehörten gleichzeitig dem Steuerausschuß des Brauer-Bundes an. Ihr erstes größeres Erscheinen war während der Internationalen Hygiene-Ausstellung, die am 6. Mai 1911 in Dresden eröffnet wurde. Die auf der Ausstellung gezeigten Exponate wurden nach Beendigung an das Deutsche Museum in München abgegeben.
Während der Zeit der Hygiene-Ausstellung fand in Dresden der elfte Deutsche Brauertag vom 21. bis 24. Juni 1911 statt. Auf diesem wurde über die Fusion von Brauer-Union und Brauer-Bund verhandelt. Die Verhandlungen fanden ihren Abschluss am 9. Dezember 1911 im Kaisersaal des Hotel Adlon in Berlin.